# Такиль
Та́киль (ранее Такы́л; укр. Такиль, крымскотат. Taqıl, Такъыл) — мыс в Крыму на юго-восточной оконечности Керченского полуострова. 

## История
На мысе находился боспорский город Зефирий. На средневековых генуэзских портоланах мыс подписан, как итал. Caua Lari (от латинского слова «caua» (мыс) и греческого греч. γλάρος — чайка).
В 1772 году на траверзе мыса произошло морское сражение русского и турецкого флотов, в котором турки потеряли несколько крупных кораблей.
В 1832 году на возвышенности мыса был построен первый маяк, освещавший вход в Керченский пролив с юга, позднее дополнен маяком на мысе Кыз-Аул.

## География
Является восточным мысом южного входа в Керченский пролив. Крутыми ступенями спускается в сторону моря. Высота до 20-25 м. Состоит из мшанковых  рифов, глин. Мыс ограничен многочисленными скалистыми абразийными останцами и подводными глыбами. Нет населённых пунктов. 
Представляет собой скалистое плато с небольшим уклоном в сторону степи. В центральной части его имеются высокие скалистые выступы, круто обрывающиеся к морю. По мнению специалистов, мыс образован скалами сарматских известняков.
Граница между Чёрным морем и Керченским проливом Азовского моря пролегает по прямой, проведённой между мысом Такиль на Керченском полуострове и мысом Панагия Таманского полуострова. Таким образом, мыс Такиль с севера омывается Азовским морем, а с юга — Чёрным.
Мыс с прилегающей сушей является частью ландшафтно-рекреационного парка Мыс Такиль, созданный 27 февраля 2013 года с общей площадью 850 га.